# Magnus Lundberg (åländsk politiker)
Magnus Lundberg, åländsk politiker (centerpartist).
- Ledamot Ålands lagting 1983–1995
- Finansminister, Ålands landskapsstyrelse 1988–1991

Lundberg var en av sju kandidater till posten som Ålands riksdagsledamot i Riksdagsvalet 2007.